# خديجة بنت عبد الله المأمون
خديجة بنت المأمون. شاعرة عباسية، بنت الخليفة المأمون. كانت تقلد عمتها علية بنت المهدي في التشبيب والتلحين، ولها شعر في خادم من خدم أبيها. قال ابن النجار: «كانت أديبة شاعرة ظريفة».